# Jules Vits
Jules Vits (Melle, 27 augustus 1868 – aldaar, 21 augustus 1935) was een Belgisch beeldhouwer wiens werken behoren tot de stijl van het realisme.
Jules Vits was het zevende en voorlaatste kind van Edouardus en Coleta Van De Putte. Toen hij elf was verloor hij in hetzelfde jaar zowel zijn vader als zijn moeder. Een tante van vaders zijde nam de acht kinderen in huis. Als jonge kerel werkte hij als koewachter. Bewust van zijn talent liet hij zich inschrijven aan de Academie voor Teken-, Beeldhouw- en Bouwkunde te Gent en volgde lessen in de klas geleid door Lodewijk Van Biesbroeck. In 1890 ontving hij een gouden medaille van de Gentse burgemeester Hippolyte Lippens.
Een tijdlang werkte hij in het atelier van Aloïs De Beule om later in zijn geboortedorp zelf als beeldhouwer aan de slag te gaan. Vits werkte voor de Franse firma Rombaux-Roland en kreeg opdrachten van zijn Nederlandse vriend Jan Custers. Na de Eerste Wereldoorlog kreeg Vits een aantal opdrachten om gedenkmonumenten te beeldhouwen.
Jules Vits werd verkozen als gemeenteraadslid onder het bestuur van burgemeester Leon Van Pottelsberghe de la Potterie.

## Jules Vits en het Gemeentelijk Museum Melle
In het Gemeentelijk Museum Melle zijn van Jules Vits een honderdtal plaasteren modellen en maquettes van beelden en monumenten te zien, ontwerpen voor gedenktekens van de Eerste Wereldoorlog en een buste in carraramarmer. Naast enkele bekende personen uit het verleden van Melle en omgeving is hier een buste bewaard van Peerke Donders, ook de Nederlandse Pater Damiaan genoemd.
Vits was geen kunstvernieuwer, evenmin als zijn leraar Lippens. Hij kon wel het karakter van de afgebeelde persoon weergeven. Men beschouwt zijn kruisweg in de Sint-Martinuskerk als zijn meesterwerk.

## Galerij

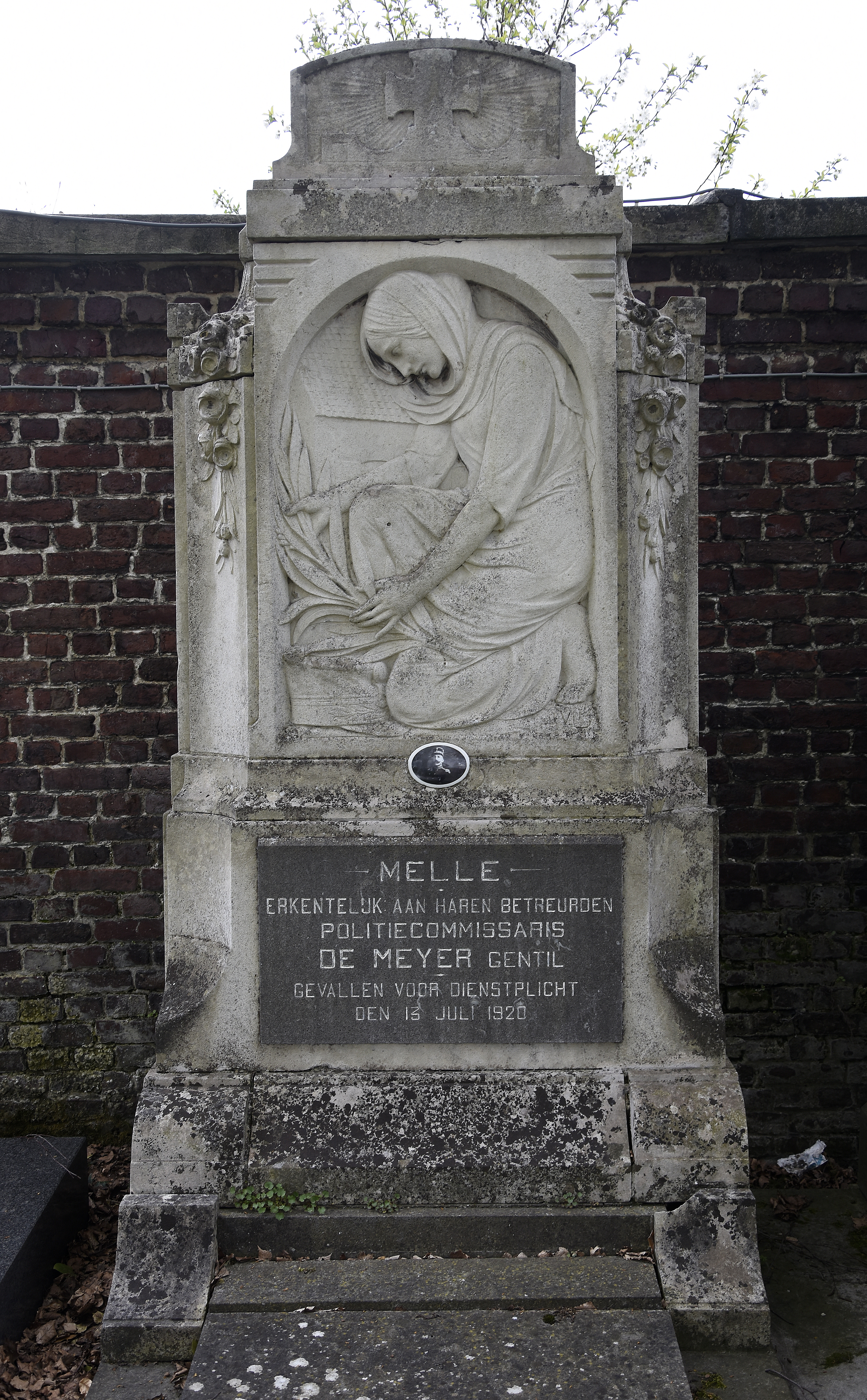
Het graf van Gentil De Meyer door Jules Vits
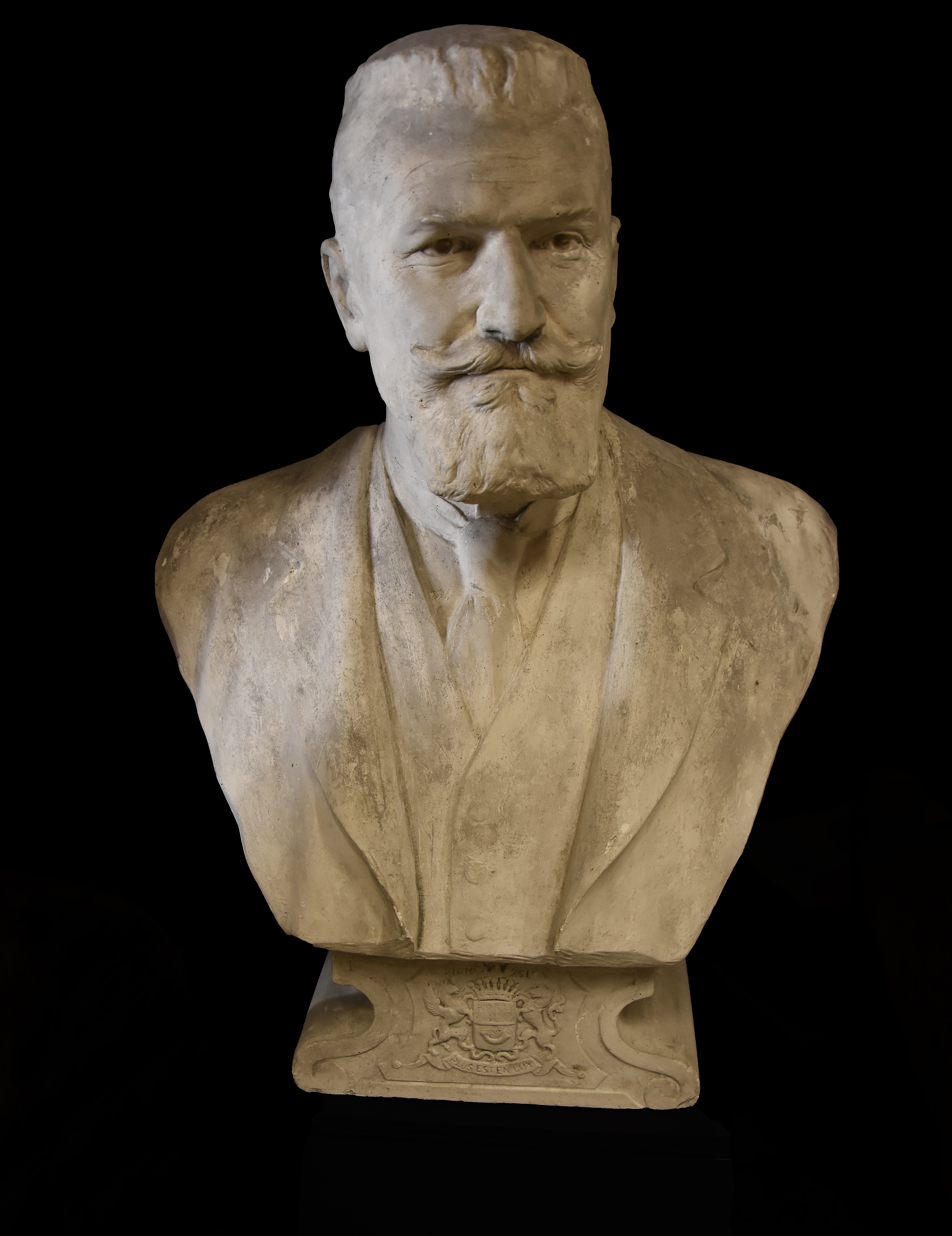
Leon van Pottelsberghe de la Potterie door Jules Vits in het Gemeentelijk Museum Melle
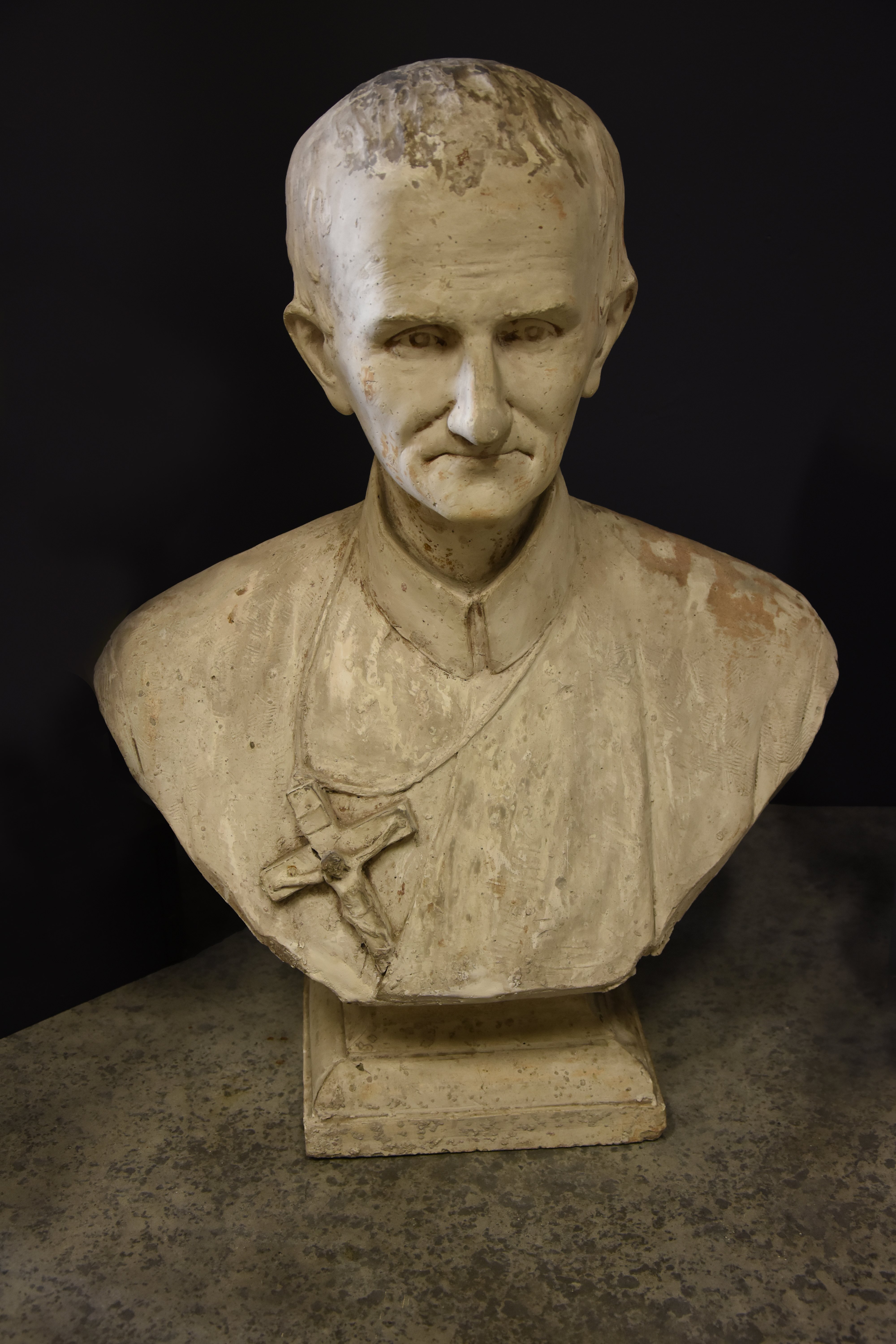
Buste van Peerke Donders door Jules Vits in het Gemeentelijk Museum Melle
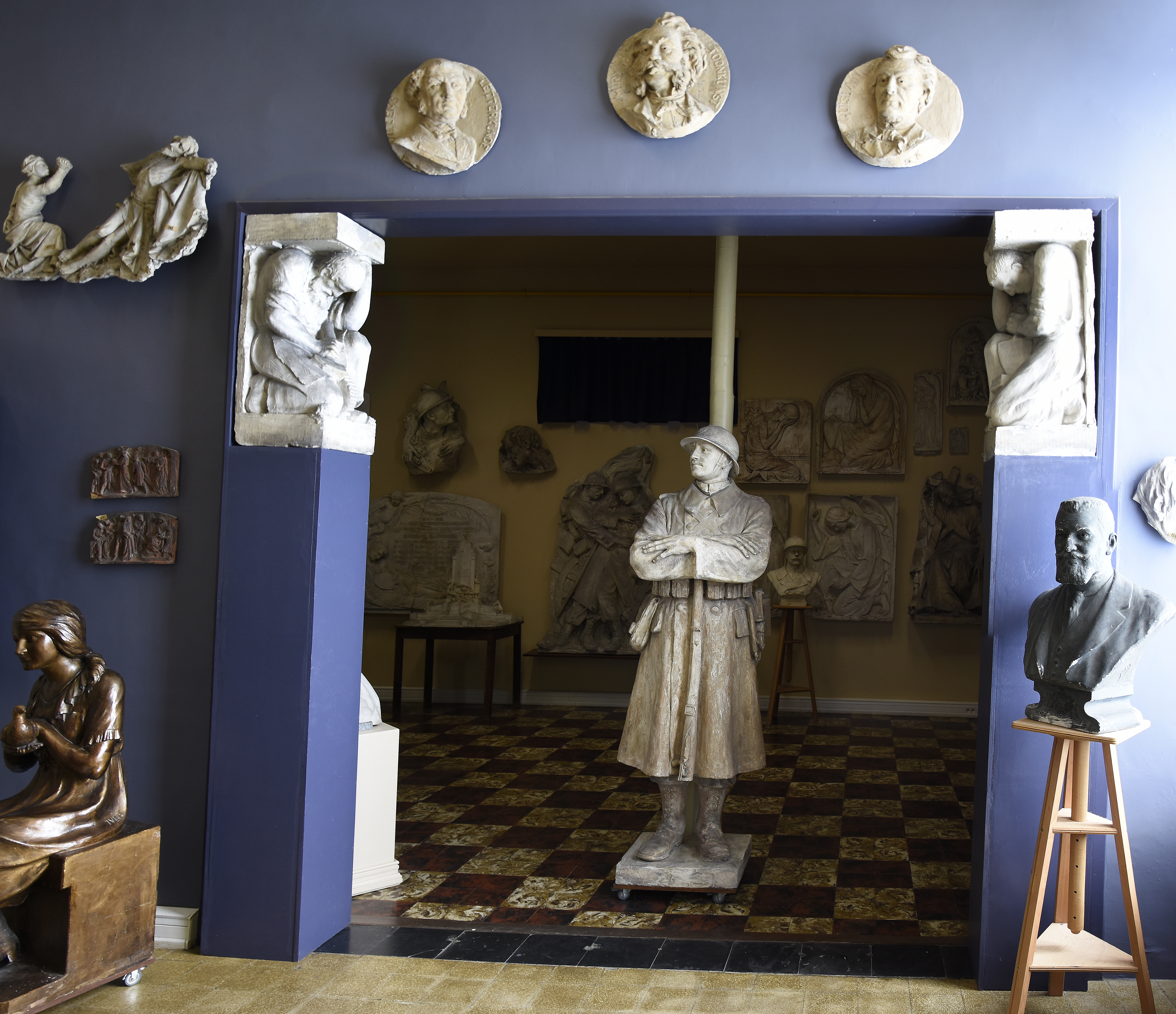
De tentoonstellingsruimte rond Jules Vits in het Gemeentelijk Museum Melle
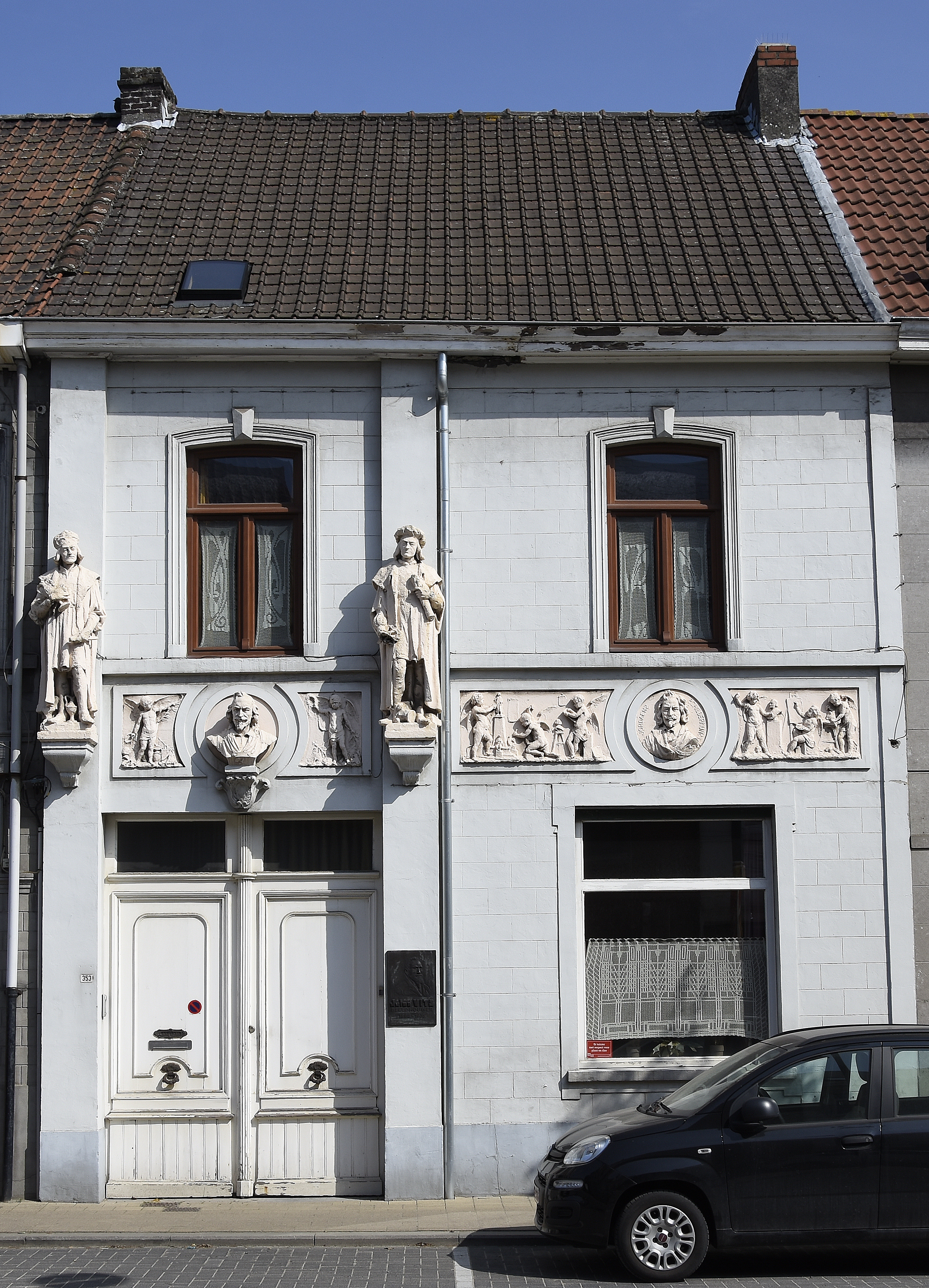
Het woonhuis van Jules Vits in Melle
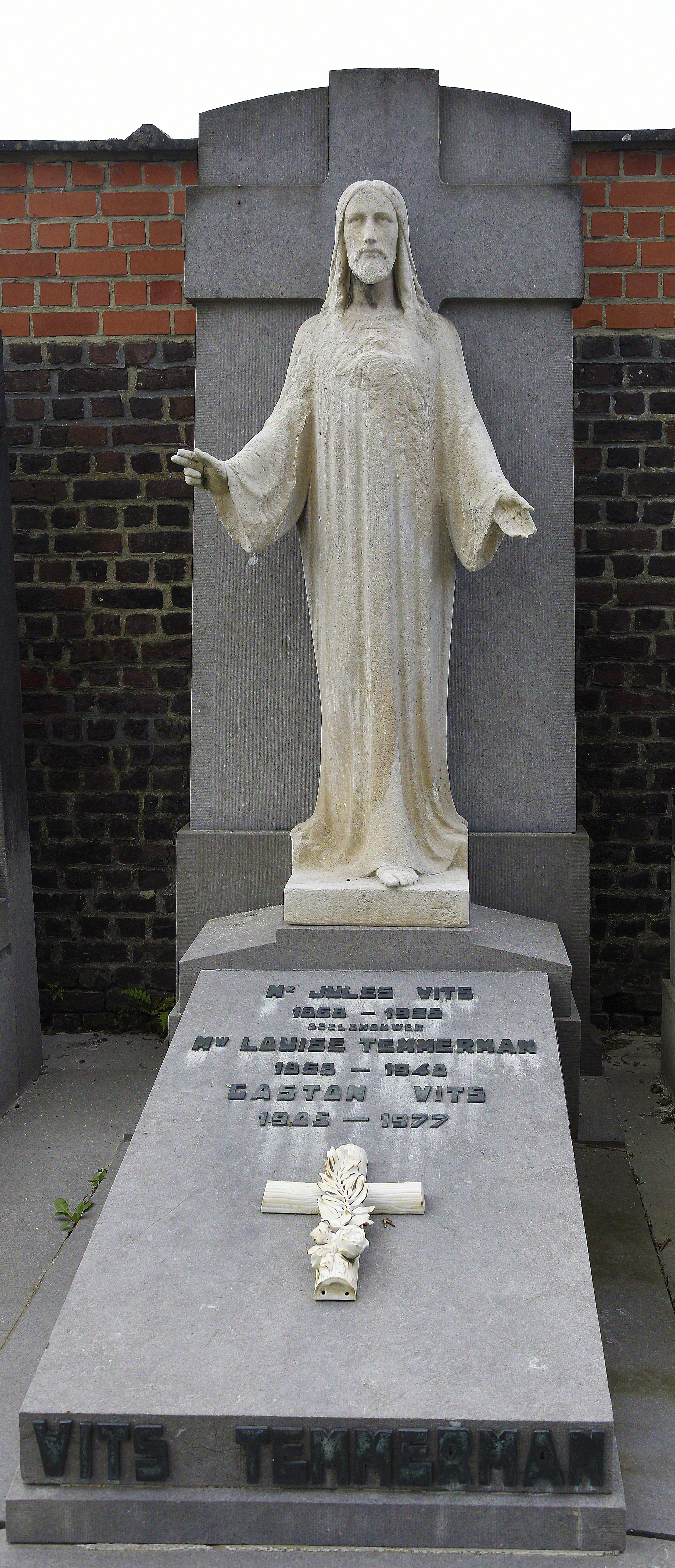
Het graf van Jules Vits te Melle
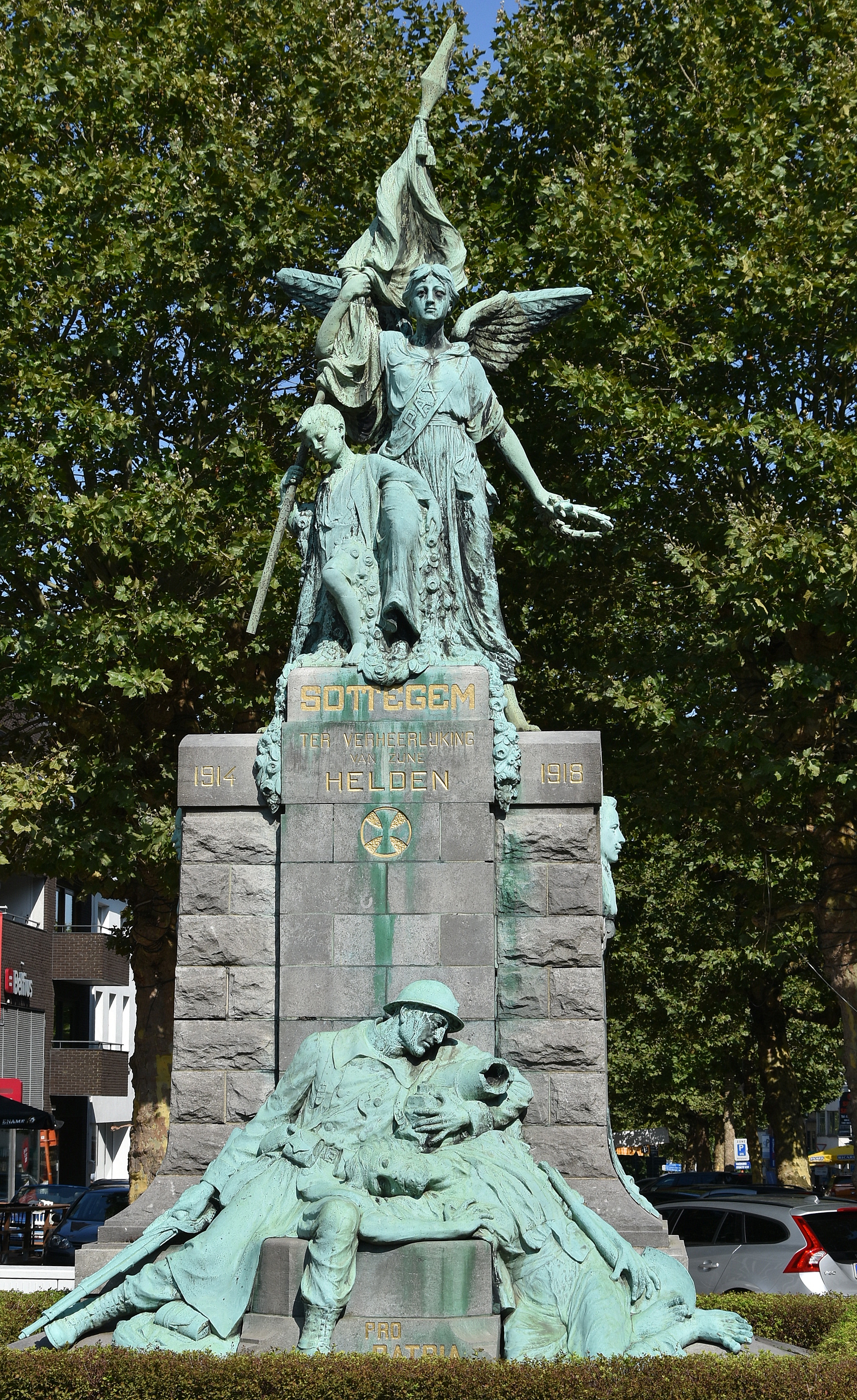
Heldenmonument te Zottegem
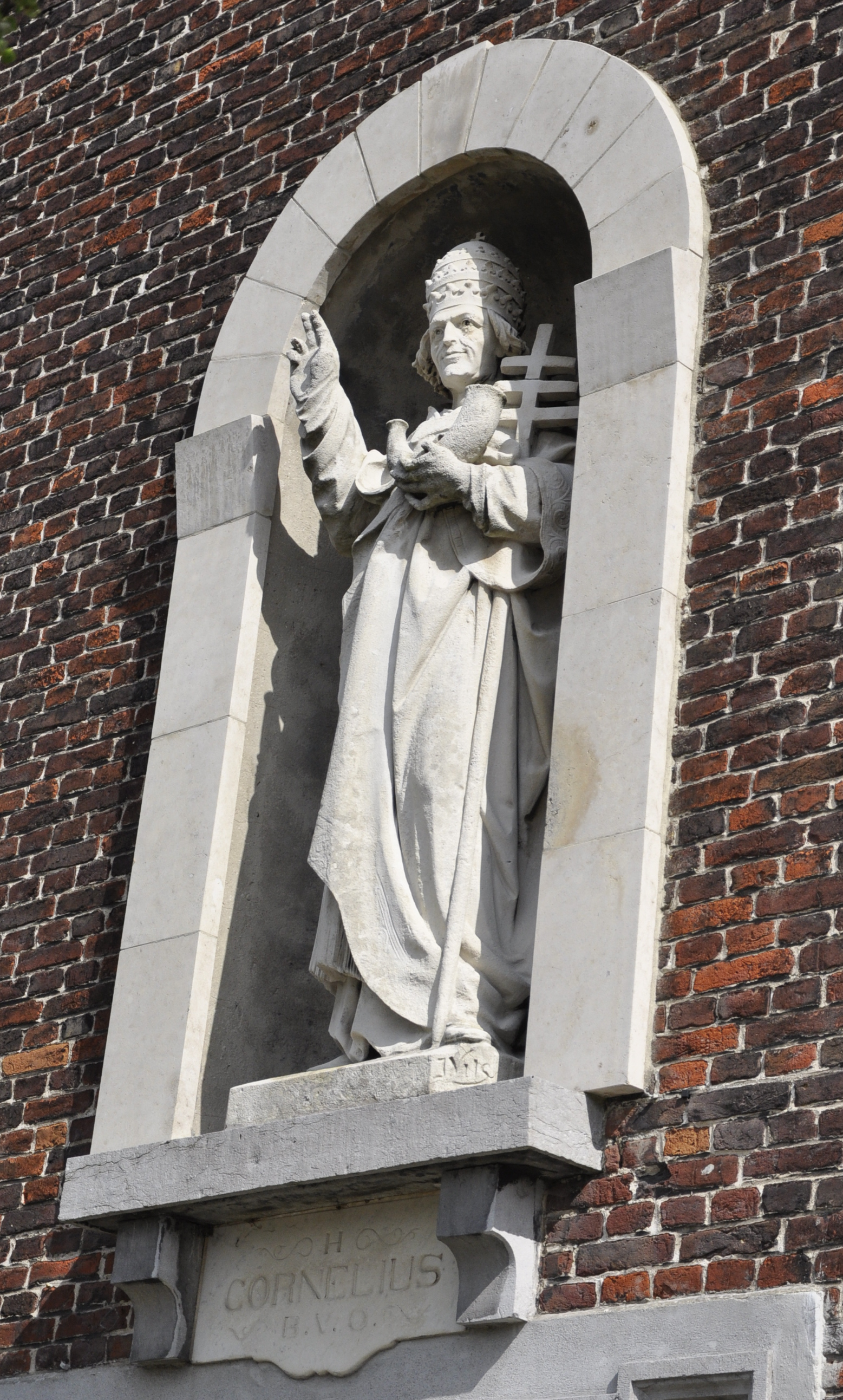
Paus Cornelius op de gevel van de Sint-Martinuskerk (Melle)
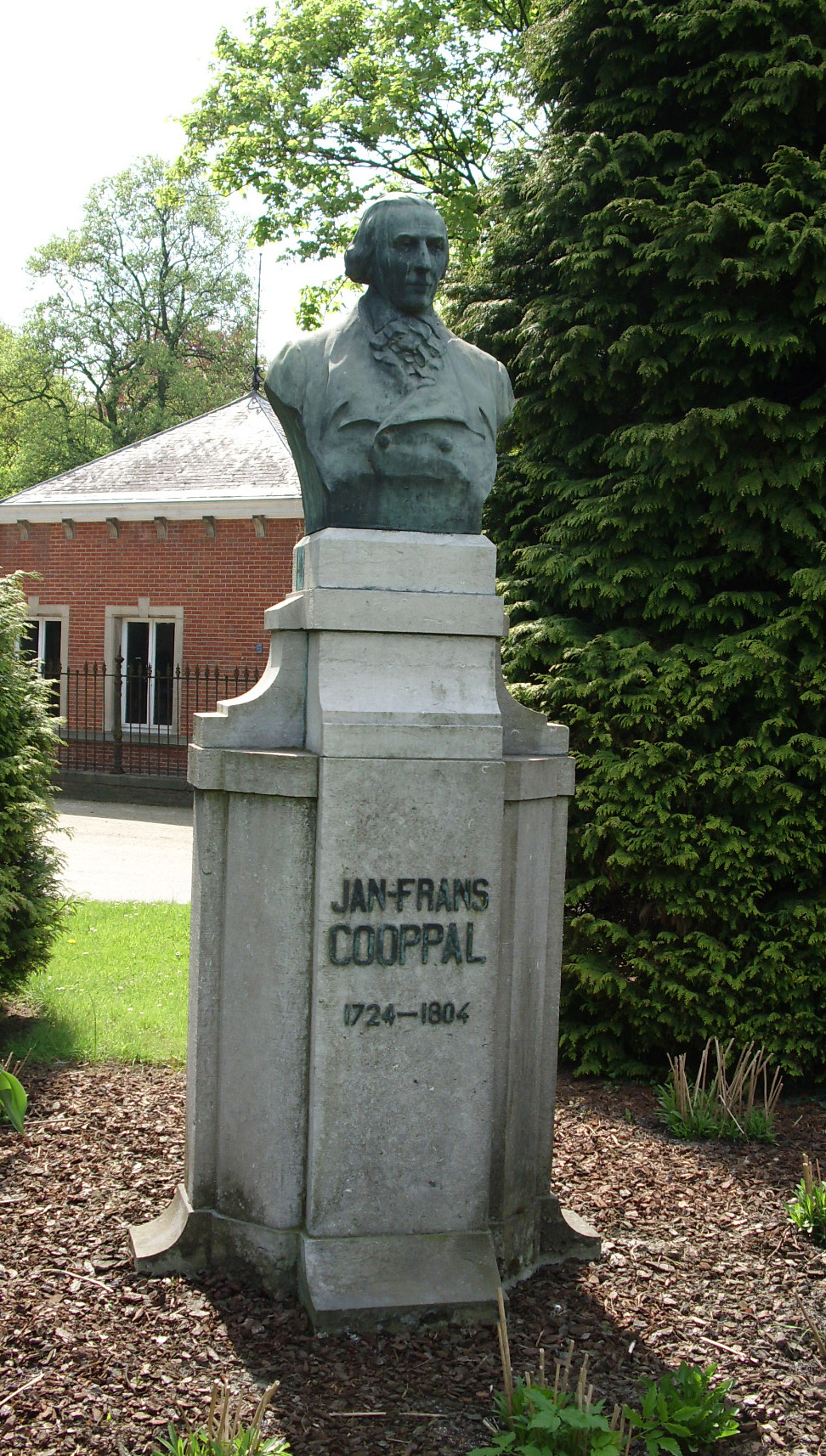
Borstbeeld van Jan Frans Cooppal